# Pomnik Adama Mickiewicza w Wieliczce
Pomnik Adama Mickiewicza w Wieliczce jest ozdobą wielickich Plant, urządzonych na Rynku Dolnym.
Pomnik został wykonany przez Tadeusza Błotnickiego, a ufundowany w 1903 roku dzięki staraniom Tadeusza Popiołka jednego z założycieli Towarzystwa Upiększania Miasta. Pierwotnie znajdował się w parku miejskim. W centrum miasta znajduje się od 1945 roku. Identyczny pomnik Mickiewicza według projektu Błotnickiego powstał w 1898 roku w Stanisławowie, gdzie stoi do dzisiaj, jednak w formie odlewu z brązu, ze względu na uszkodzenia, którym uległ w 1918 roku. Pomnik Mickiewicza w Wieliczce był swoistym pokłosiem trzech konkursów na pomnik poety w Krakowie. Artyści, których prace zostały odrzucone w czasie konkursów często sprzedawali zmodyfikowane wersje projektu dla Krakowa innym miastom na terenie Galicji. W ten sposób Błotnicki sprzedał swój projekt także do Tarnowa, gdzie ustawiono popiersie poety wykrojone z pierwotnego projektu dla Krakowa, Stanisławowa i Wieliczki.